# Casey Scheuerell
Casey Scheuerell is een Amerikaanse jazz- rock-, new age- en fusiondrummer en percussionist.

## Biografie
Scheuerell woonde tijdens de jaren 1970 in Sun Prairie (Wisconsin). Na wereldreizen met popartiest Gino Vannelli (1976–1977) en jazzviolist Jean-Luc Ponty (1978–1980) werkte Casey de daaropvolgende 13 jaar in het studiocircuit van Los Angeles. Gedurende deze tijd nam hij op en speelde hij met veel topnamen in de muziekbusiness, waaronder Walter Afanasieff (producent van Michael Bolton, Mariah Carey, Kenny G, Whitney Houston), Pedro Aznar, Luis Conte, Chick Corea, Mason Daring, Nathan East, Russell Ferrante, Robben Ford, Charly García, Andy Gibb, Herbie Hancock, Jimmy Haslip, Scott Henderson, Chaka Khan, Steve Khan, Kitaro, Larry Klein, Abraham Laboriel, Melissa Manchester, Arif Mardin, Patrice Rushen, Brenda Russell, Jeff Richman, John Scofield, Bob Sheppard, Suzanne Somers, Dusty Springfield, Ben Vereen en Gary Willis.

## Discografie
- 1977: A Pauper in Paradise (Gino Vannelli)
- 1978: Cosmic Messenger (Jean-Luc Ponty)
- 1979: Live (Jean-Luc Ponty)
- 1979: A Taste for Passion (Jean-Luc Ponty)
- 1981: What Cha' Gonna Do for Me - "And the Melody Still Lingers (Night in Tunisia)" (Chaka Khan)
- 1982: Gino Vannelli (Gino Vannelli)
- 1982: The Music (Sheree Brown)
- 1983: Clics modernos (Charly García)
- 1984: Open Mind (album)|Open Mind (Jean-Luc Ponty)
- 1991: Kitarō: Live in America (Kitarō)
- 1992: Across a Rainbow Sea (Steve Kindler)
- 1996: The Show Must Go On: The Anthology (Leo Sayer)
- 2000: Red Heat (Vaya) (Jimmy Haslip)

- International Standard Name Identifier: 0000 0000 2455 0622
- Library of Congress Control Number: n79090703
- MusicBrainz: 15e13f9f-de20-4dec-a3b6-67dae9f10dae
- Nationale Bibliotheek van Israël: 987007412591405171
- Nederlandse Thesaurus van Auteursnamen: 21767366X
- Virtual International Authority File: 25885525
- WorldCat: E39PBJxcYr9CK3mfpY6qKDMVmd